# Thio

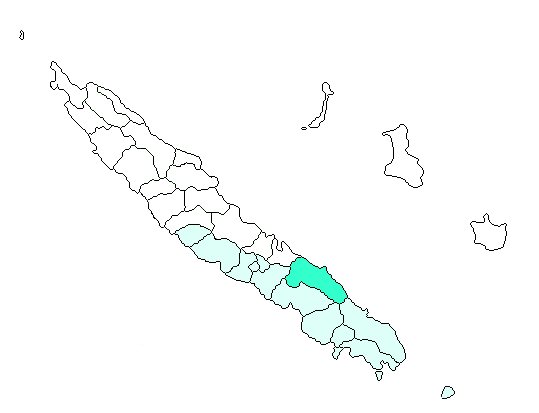
Situació de Thio

Thio (xârâcùùTchô o Xâragùrè) és un municipi francès, situat a la col·lectivitat d'ultramar de Nova Caledònia. El 2009 tenia 2.629 habitants. Està formada per dues viles, Thio Village (677 habitants) i Thio Mission (343 habitants), i el punt més alt és el Pic Ningua

## Evolució demogràfica
| Població de Thio (1956-2009) | Població de Thio (1956-2009) | Població de Thio (1956-2009) | Població de Thio (1956-2009) | Població de Thio (1956-2009) | Població de Thio (1956-2009) | Població de Thio (1956-2009) | Població de Thio (1956-2009) | Població de Thio (1956-2009) | Població de Thio (1956-2009) |
| ---------------------------- | ---------------------------- | ---------------------------- | ---------------------------- | ---------------------------- | ---------------------------- | ---------------------------- | ---------------------------- | ---------------------------- | ---------------------------- |
| Població                     | 1.776                        | 2.253                        | 3.176                        | 2.894                        | 3.019                        | 2.368                        | 2.614                        | 2.743                        | 2.629                        |
| Any                          | 1956                         | 1963                         | 1969                         | 1976                         | 1983                         | 1989                         | 1996                         | 2004                         | 2009                         |

## Composició ètnica
- Europeus 16,2%
- Canacs 70,1%
- Polinèsics 11,4%
- Altres, 2,3%

## Història
Va ser la capital de níquel des de 1876, quan el descobriment de garnierita (per Garnier) i continua sent un focus d'explotació d'aquest mineral per la Société Le Nickel. Durant molt temps fou un bastió del moviment independentista, i va conèixer un període d'agitació el 1984 quan era controlada pel Comitè de Lluita del FLNKS dirigit per Éloi Machoro.

## Administració
| Període   | Identitat      | Partit                                      |
| --------- | -------------- | ------------------------------------------- |
| 1971-1985 | Roger Galliot  | UC, després FNSC i finalment Front Nacional |
| 1985-2001 | Louis Mapéri   | FLNKS-UNI-Palika                            |
| 2001-2005 | Albert Moindou | FLNKS-UNI-UPM                               |
| 2005-     | Thierry Song   | Avenir ensemble                             |